# Gualterio de Liederkerque
Gualterio de Liederkerque fue un caballero flamenco (de Liedekerke) que, junto con su hermano mayor Engelberto, acompañó a su tío Florencio de Henao al Peloponeso en el sur de Grecia, tras la proclamación de Florencio como príncipe de Acaya en 1289. Allí fue nombrado gobernador de Corinto y sus alrededores.
Gualterio llevó un estilo de vida extravagante, lo que lo dejó sin fondos. En un famoso incidente, registrado en la Crónica de Morea, encarceló a un magnate griego llamado Focio con la esperanza de obligarlo a comprar su libertad por diez mil hiperpirones. Al final, Focio aseguró su libertad pagando mil hiperpirones, pero la injusticia le molestó. Poco tiempo después, en 1295, Focio se encontró en su camino con un señor franco, Guido de Charpigny, y, confundiéndolo con Gualterio, lo mató.